# Escudo del Magdalena
El Escudo del Magdalena es el principal emblema y uno de los símbolos oficiales del departamento colombiano del Magdalena. Junto con la bandera, es usado en ceremonias oficiales, en las agencias y por funcionarios departamentales para representar al Departamento.

## Blasonado
Escudo terciado en faja. Primero, en campo de azul, un montaña de su color coronada con pico de plata y sumada de un sol de oro; a sus pies río de sinople. Segundo campo fajado de gules y azur; sobre estos la Quinta de San Pedro Alejandrino, de plata. Tercero, de gules, un pendiente tayrona de oro. Como sostén del mismo dos ramas de olivo.

## Historia
El departamento del Magdalena, creado en 1824 como uno de los 12 departamentos constitutivos de la Gran Colombia, utilizó el escudo nacional como suyo propio. Más tarde en 1861 el Magdalena se convirtió en uno de los nueve Estados originales de los Estados Unidos de Colombia, utilizando el escudo de la Unión como el escudo de armas oficial del Estado.
En 1886 los Estados Soberanos fueron convertidos en Departamentos, por lo que los emblemas anteriores quedaron obsoletos. Al cumplirse 100 años de declarado departamento de la República de Colombia, la gobernación del Magdalena celebró reunión con algunas instituciones y personas para hacer frente a la cuestión de la falta de símbolos del Departamento. Se presentaron diferentes propuestas y de ellas, el escudo de armas diseñado por el pintor Álvaro Corpacho finalmente fue adoptado como la insignia oficial para la entidad.

## Diseño y significado de los elementos
El escudo es una combinación de dos diseños distintos, la parte superior es de tipo suizo mientras la parte inferior con la punta que sale en el medio, es de tipo francés. El escudo es abrazado por una rama de olivo a ambos lados.
El campo se divide en tres secciones horizontales:
- En la sección superior o jefe del escudo, en un campo de azur, se encuentran una montaña nevada en cuyo punto máximo se yergue un sol detrás de ella, y a sus pies un río de color verde o sinople. El color del campo representa el río Magdalena, y el Mar Caribe, estas dos masas de agua han formado una parte importante en la historia y la vida diaria del departamento. La montaña nevada es la Sierra Nevada de Santa Marta, la montaña más alta a nivel del mar, y la importante estructura geográfica que ha sido un símbolo de poder; la Sierra y el Mar Caribe representan su extrema geografía, pasando desde el nivel del mar a 5.775 metros sobre el nivel del mar. El sol que corona la montaña representa la sabiduría de los ciudadanos del Magdalena, algunos como Gabriel García Márquez. Es también una alusión al escudo de armas de Santa Marta, que fue aprobado en el siglo XVI, y que tiene un sol de pie detrás de un faro. El sinople o verde del río Magdalena representa la esperanza que los habitantes de la región tienen en la constitución de un departamento que asuma el liderazgo nacional.

- La sección central tiene la Bandera del Departamento del Magdalena como fondo, con el Panteón Nacional de plata al frente. El edificio blanco en el centro es el Panteón Nacional de Simón Bolívar, representa el Libertador y sus ideales. La bandera representa a los ciudadanos, que están detrás del Libertador.

- La sección inferior o punta del escudo, en un campo de gules, se tiene un colgante de oro colocado en el centro. El colgante es una colgante Tayrona, símbolo de las técnicas precolombinas de orfebrería, y también simboliza el pueblo indígena del Magdalena.

## Evolución del escudo magdalenense
|                              |                |                 |              |
| Departamento (Gran Colombia) | Estado Federal | Estado Soberano | Departamento |
| 1824                         | 1857           | 1861            | 1986         |